# Doricilio Moscatelli

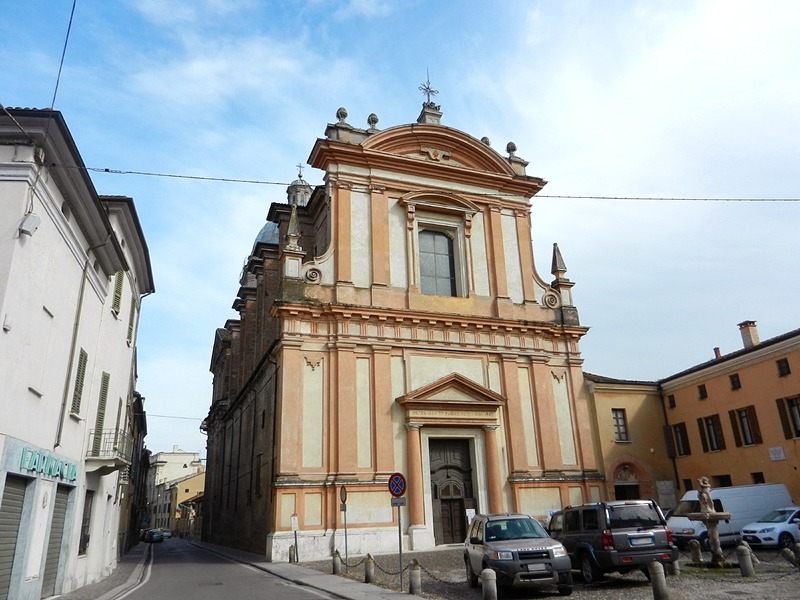
Mantova, Chiesa di San Barnaba

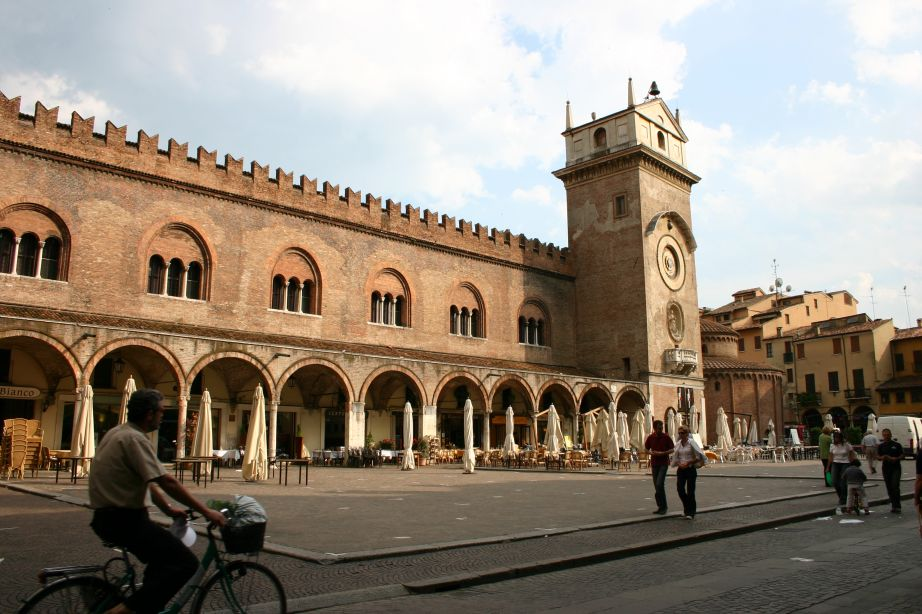
Mantova, Palazzo della Ragione

Doricilio Moscatelli (Mantova, 1660 – Mantova, 1739) è stato un architetto e ingegnere italiano, attivo alla fine del Seicento.

## Biografia
Soprannominato "Battaglia", era figlio dell'ingegnere Alfonso Moscatelli (?-1687), al servizio dell'ultimo duca di Mantova, Ferdinando Carlo di Gonzaga-Nevers. Con il suo progetto venne riedificata la Chiesa di San Barnaba e agli inizi del Settecento ricondusse allo stato attuale il Palazzo della Ragione, entrambi a Mantova. Nel 1723 operò la sistemazione di Porto Catena a Mantova e nello stesso anno provvide alla riedificazione della chiesa parrocchiale di Governolo.
Morì nel 1739 e venne sepolto nella Basilica di Sant'Andrea a Mantova.